# 珊德拉·法貝爾
珊德拉·摩爾·法貝爾（英語：Sandra Moore Faber，1944年12月29日—），美國女性天文學家，現任職於聖塔克魯茲加利福尼亞大學和利克天文台。

## 生平
法貝爾於1966年在斯沃斯莫爾學院獲得物理學士學位，再於1972年在哈佛大學獲得天文學博士學位。
法貝爾於1985年獲選為美國科學院院士，以及2001年4月29日獲選為美國哲學會會士。
法貝爾也是天文学和天体物理学年评（Annual Review of Astronomy and Astrophysics）期刊的共同編輯。

## 研究
法貝爾是發現宇宙中被稱為「巨引源」的大質量重力中心的團隊領導（合稱「七武士」）。她也是使用哈伯太空望遠鏡搜尋星系中心超大質量黑洞團隊（Nuker Team）主持人。法貝爾是哈伯太空望遠鏡最早的設備廣域和行星照相機的開發團隊成員，同時也負責調查哈伯太空望遠鏡主鏡的球面像差。
法貝爾在聖塔克魯茲加利福尼亞大學任職期間致力於研究宇宙的結構與星系的形成和演化。她也帶領開發凱克天文台的儀器 DEIMOS 以取得遙遠距離星系的光譜。

## 榮譽
法貝爾於1986年獲得德尼·海內門天文物理獎，2006年獲得哈佛百年紀念獎章（Harvard Centennial Medal）。
2009年法貝爾獲得富蘭克林研究所頒發的鮑爾獎（Bower Award and Prize for Achievement in Science）表彰她致力於星系的形成和演化三十餘年以及她致力於為天文學家開發新工具的利他精神。她的研究徹底改變了宇宙學家對宇宙的了解和模型建構。
2011年法貝爾獲得美國天文學會授予亨利·諾利斯·羅素講座。2012年法貝爾獲得太平洋天文學會布魯斯獎和德國天文學會卡爾·史瓦西獎章。
2013年2月法貝爾獲得美国国家科学奖章。
2020年获英国皇家天文学会金质奖章。

## 語錄
- 「我希望你能花時間想一想你所學習的能帶來什麼影響。這是一個思考人類何去何從的難得機會」。 [來源請求]
- 在天文知識重要性方面，法貝爾表示「從天文學角度來看，它告訴我們我們從哪來，和我們在這個宇宙中將會到哪裡去」[5]。

## 外部連結
- Dr. Faber's page @ UCSC
- See video of Dr. Faber @ Meta-Library.net
- UC Santa Cruz's biography of Sandra Faber （页面存档备份，存于）
- Oral History interview transcript with Sandra M. Faber 31 July 2002, American Institute of Physics, Niels Bohr Library and Archives （页面存档备份，存于）